# Why Did You Come to Japan?
«Why Did You Come to Japan?» (яп. YOUは何しに日本へ？, Ю: ва нані сі ні ніппон е?, «Для чого ВИ приїхали в Японію?») — це японська розважальна телевізійна програма. ЇЇ ведуть Осама Сітару та Юкі Хімура з комедійного дуету «Bananaman». Текст читає телеведучий нігерійського походження Боббі Ологун. Програма виходить щопонеділка по вечорам на каналі «TV Tokyo».
Перші випуски шоу вийшли у 2012 році, а починаючи з січня 2013 року програма стала виходити щосереди. Шоу стало доволі популярним, тож з 15 квітня 2013 його стали транслювати в прайм-тайм вечора понеділка.
Основна тема програми — іноземці, які подорожують Японією. Гостей країни, яких показують у випуску, а також інших іноземців у програмі називають YOU (англ. «ВИ»), або, у множині, YOU-tachi (яп. YOUたち, Ю:таті). Назвою телешоу, як англійською, так і японською відповідно, є одне з найперших питань, що знімальна група задає потенційним учасникам: "Why Did YOU Come to Japan?" (яп. YOUは何しに日本へ？, Ю: ва нані сі ні ніппон е?, "Для чого ВИ приїхали в Японію?").

## Формат
В першій частині випуску знімальна група ходить по певному аеропорту Японії та шукає іноземців, як туристів так і натуралізованих громадян Японії, або японців іноземного походження (т. зв. хафу) та питає в них, для чого вони приїхали в Японію. Ведучий просить в подорожуючих, які дали найцікавіші відповіді, дозволу, щоб знімальна група могла доєднатись до їх подорожі.
Команда, яка бере інтервʼю у подорожуючих, складається з оператора, режисера та перекладача. Якщо учасники програми згідні, щоб з ними подорожували, то та сама група людей і продовжує їх знімати. Зазвичай програма подорожує з гостями від пів дня до двох днів. Якщо подорож довше, то одну і ту ж групу людей можуть показати в різних епізодах. Люди, які в країні надовго, таким чином можуть стати трохи відомими на час виконання цілі своєї подорожі.
В перших випусках програми знімальна група проводила інтервʼю в аеропорті Наріта в Токіо, але пізніше стала проводити інтервʼю і в інших аеропортах, наприклад: Осака-Кансай, Нагоя-Тюбу тощо; а також в інших місцях.
В іншому сегменті програми ведучі їдуть у певне місто чи місцевість Японії, де вони намагаються знайти іноземців, що живуть там. Місце для цього обирається випадковим чином. Також, не рахуються іноземці, що приїхали за програмою обміну для вчителів англійської мови.
У програмі нема сегментів, що зняті у студії, оскільки у програму не запрошують інших гостей. Замість цього, дует Bananaman знімається у хромакеї таким чином, що залишаються лише їх голови, а інші декорації (в тому числі зображення глядачів та тіла ведучих) дорисовуються компʼютерною графікою. 
Однією з причин популярності програми є те, що вона практично не має сценарію. Знімальна група подорожує з учасниками і абсолютно ніяк не впливає на їх розклад або плани. Іноді трапляється, що учасники перестають виходити на звʼязок, змінюють або цілком скасовують свої плани, не попереджаючи про це знімальну групу. Також знімальній групі можуть не дозволяти зйомку в певних публічних місцях (особливо на концертах та подібному). Такі моменти все одно залишаються в епізоді. Іноді знімальна група натрапляє на знаменитостей. Так, в програмі брали інтервʼю у актора Бенедикта Камбербетча, музики Рішара Клайдермана та інших. Трапляється й таке, що команді не вдається знайти ціль для інтервʼю в аеропорті.
У 2020 році, з початку епідемії коронавірусної хвороби, нові епізоди програми не знімались, а в ефірі показували попередні випуски. Програма повернулась до свого звичайного формату у свій десятий ювілей у квітні 2023 року.

## Критика
Журнал "Gendai Business" зазначає, що героями епізодів стають переважно туристи з західних країн та білі люди, а азійські туристи обираються командою програми рідко. Письменник Окамото Рьосуке додає, що це трапляється не через погані наміри команди, а через їх бажання створити більш цікавий продукт: "Якщо туристи з західних країн дадуть хоча б невеличкі коментар для телебачення, то ці туристи дуже зручні для ведучого. Але вони існують лише в телебаченні. Вони - ілюзія, створена мас-медіа".
Успіху програми часто приписують появу інших схожих передач. Однак, за словами продюсера та колишнього режисера програми Ісаму Оти, "Why Did You Come to Japan?", на відміну від інших програм, не має на меті змусити іноземних туристів вихвалити Японію, а навпаки вихваляє самих туристів, що знаходять цікавості про Японію.

### Нагороди
У 2013 році програма отримала почесну відзнаку премії "Galaxy" за 2012 рік у номінації телепрограм.